# 스타디움 드 툴루즈
스타디움 드 툴루즈(프랑스어: Stadium de Toulouse)는 프랑스 툴루즈에 있는 축구 겸 럭비 경기장으로, 툴루즈 FC의 홈 구장으로 사용되고 있으며 35,472명을 수용할 수 있다. 1938년 FIFA 월드컵과 1998년 FIFA 월드컵, 2007년 럭비 월드컵, UEFA 유로 2016 경기장으로 선정되었다. 국제 대회에서는 이전 이름인 시립 경기장(Stadium municipal)으로 사용하고 있다.

## 기록

### 1938년 FIFA 월드컵
| 날짜           | 팀 1 | 스코어 | 팀 2     | 라운드      |
| -------------- | ---- | ------ | -------- | ----------- |
| 1938년 6월 5일 | 쿠바 | 3 - 3  | 루마니아 | 16강        |
| 1938년 6월 9일 | 쿠바 | 2 - 1  | 루마니아 | 16강 재경기 |